# Perla Suez

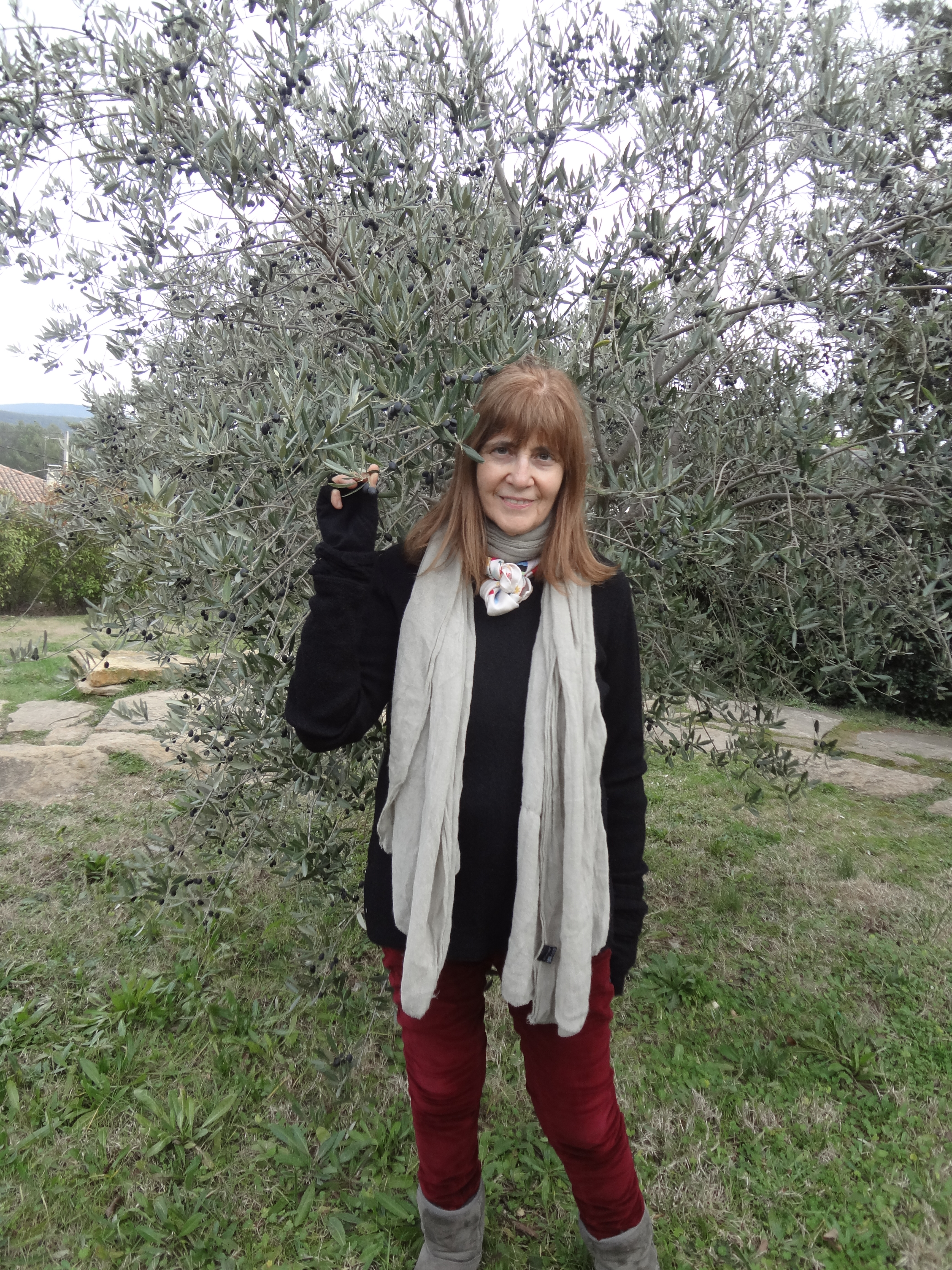
Perla Suez, 2014

Perla Suez (* 28. November 1947 in Córdoba) ist eine argentinische Schriftstellerin.

## Leben
Perla Suez wurde als Perla Iagupski geboren, entschloss sich aber mit der Zeit, für ihre literarischen Werke mit ihrem ehelichen Namen Suez zu zeichnen. Sie verbrachte die ersten Jahre ihrer Kindheit in Basavilbaso, studierte an der Universidad Nacional de Córdoba Moderne Fremdsprachen und ging 1977 mit einem Stipendium der französischen Regierung nach Sèvres. Nach dem Ende der argentinischen Militärdiktatur kehrte sie in ihr Geburtsland zurück, wo sie 1983 das Zentrum CEDILIJ zur Erforschung und Verbreitung von Kinder- und Jugendliteratur gründete, welches sie bis 1994 leitete. Ab 1985 begann sie selbst schriftstellerisch tätig zu werden, zunächst mit Büchern für Kinder, später auch für Erwachsene.

## Auszeichnungen
- International White Ravens: 1993 und 1996
- Finalistin beim Premio Internacional de Novela Rómulo Gallegos: 2001 und 2013
- John Simon Guggenheim-Stipendium 2007
- Premio Internacional de Novela Grinzane Cavour 2008
- Premio Sor Juana Inés de la Cruz 2015 für El país del diablo
- Premio Internacional de Novela Rómulo Gallegos (2020) für El país del diablo

## Werke

### Romane
- Letargo. Bogotá: Grupo Editorial Norma, 2000. ISBN 987-9334-60-4 (Neuauflage: Buenos Aires: Editorial Edhasa, 2014. ISBN 978-987-628-336-6)
- El arresto. Buenos Aires: Grupo Editorial Norma, 2001. ISBN 987-545-037-5 (Neuauflage: Buenos Aires: Editorial Edhasa, 2017. ISBN 978-987-628-438-7)
- Complot. Buenos Aires: Grupo Editorial Norma, 2004. ISBN 987-545-164-9.
- Trilogía de Entre Ríos. Buenos Aires: Grupo Editorial Norma, 2006. ISBN 978-987-545-348-7.
- La pasajera. Buenos Aires: Grupo Editorial Norma, 2008. ISBN 978-987-545-487-3.
- Humo rojo. Buenos Aires: Editorial Edhasa, 2012. ISBN 978-987-628-173-7.
- El país del diablo. Buenos Aires: Editorial Edhasa, 2015. ISBN 978-987-628-354-0.
- Furia de invierno. Buenos Aires: Edhasa, 2019. ISBN 978-987-628-511-7

### Herausgeberschaft
- Tumba, Tumba, Retumba, Poetas de América (Antología). Selección, prólogo y notas: Perla Suez, Córdoba, Alción Editora, 2001. ISBN 950-9402-13-3.

### Kinder- und Jugendliteratur
Perla Suez hat zahlreiche Bücher für Kinder und Jugendliche geschrieben, die auch in verschiedene Sprachen übersetzt wurden.

### Übersetzungen

#### Ins Deutsche
- "Lethargie", in: Mit den Augen in der Hand: argentinische Jüdinnen und Juden erzählen. Herausgegeben und übersetzt von Erna Pfeiffer. Wien: Mandelbaum Verlag, 2014, Seite 174–178

#### Ins Englische
- The Entre Rios Trilogy. Translated by Rhonda Dhal Buchanan. Albuquerque: The University of New Mexico Press, 2006. ISBN 978-0-82633-616-3. [= Trilogía de Entre Ríos]
- Dreaming of the Delta. Translated by Rhonda Dhal Buchanan. Lubbock, TX: Texas Tech University Press, 2014. ISBN 978-0-89672-898-1. [= La pasajera]
- The Devil's Country. Translated by Rhonda Dahl Buchanan. Buffalo, New York: White Pine Press, 2019. ISBN 978-1-945680-33-5 [= El país del diablo]

#### Ins Französische
- La Passagère. Traduction Mathias de Breyne. Lyon: Rouge Inside, 2012. ISBN 978-2-918226-11-6. [= La pasajera]

#### Ins Italienische
- I fiumi della memoria. Traduzione Elena Rolla e Luigi Cojazzi. Milaon: Alacrán Edizioni, 2009. ISBN 978-88-63610-02-4. [= Trilogía de Entre Ríos]

#### Ins Serbische
- Dimitri u oluji. Traducción por Jelena Došen. Pirot (Serbia), Pi-Press, 2011. ISBN 978-8660232030. [= Dimitri en la tormenta]

#### Ins Griechische
- Κόκκινος καπνός. Traducción por Achilleas Kyriakidis. Atenas, Editorial Opera, 2017. ISBN 978-960-8397-83-5. [= Humo rojo].